# Bad Mergentheim
Bad Mergentheim é uma cidade da Alemanha, no distrito de Main-Tauber, na região administrativa de Estugarda, estado de Baden-Württemberg.

## Cidades-irmãs
- Digne-les-Bains, França (desde 1962)
- Sainte-Marie-du-Mont, França (desde 1967)
- Fuefuki, Japão (desde 1991)
- Borgomanero, Itália (desde 2005)